# Katherine Gilnagh
Katherine Gilnagh, conocida como Kate (Cloonee, condado de Longford (Irlanda), 13 de octubre de 1894-1 de marzo de 1971, Nueva York (Estados Unidos) fue a los 17 años pasajera del Titanic y una de los supervivientes del hundimiento.

## Biografía

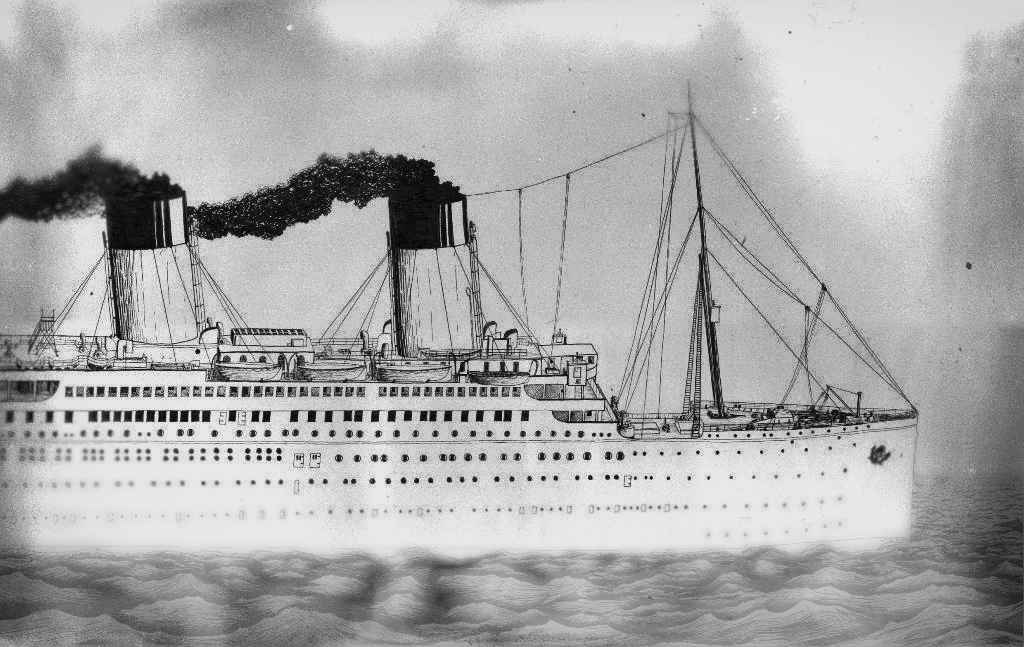
Imagen de la nave Titanic

Era hija de Hugh Gilnagh (1865-1932), un granjero, y de Johanna Duffy (1867-1941) quienes se casaron sobre 1892. Era hermana de Mary Johanna "Mollie"(1893), Ellen (1895), Thomas (1897), Bridget (1898), Elizabeth (1900), Margaret (1902), Johanna (1904) y Hugh (1905). Otro hermano murió en la infancia. La familia era católica y aparece en el censo de 1901 viviendo en una casa en el 18 de Rhine, Cloonee y en el de 1911 en otra casa en el 6 de la misma localidad. Su hermana mayor Mollie había emigrado a los Estados Unidos, dejando Irlanda a bordo del Laurentic el 9 de abril de 1911. Mollie vivió y trabajó en Manhattan y pronto escribió pidiendo que Kate viniera con ella.

### RMS Titanic
Kate subió al Titanic en Queenstown el 11 de abril de 1912 como pasajera de tercera clase y número de billete 35851. Mientras estuvo a bordo se alojó en el camarote 161 en la cubierta E a popa con otras tres chicas de Longford, Katie Mullin y las hermanas Murphy, Margaret y Kate. Ella también conoció a James Farrell, Thomas McCormack y los hermanos Kiernan, John y Phillip entre otros pasajeros irlandeses, incluyendo posiblemente a Eugene Daly, del condado de Westmeath.
En la noche del hundimiento Kate y otros pasajeros de su misma zona del barco habían estado divirtiéndose en una fiesta improvisada cantando y bailando en las áreas comunes de la tercera clase. Una rata se escabulló por la sala, creando cierto desorden en la fiesta. Ella y sus compañeras de camarote más tarde se iban a la cama cuando un hombre al cual habían conocido a bordo golpeó la puerta, diciéndoles que se levantaran, parecía que algo fuera mal en el barco. Las cuatro chicas se vistieron y se dirigieron hacia las cubiertas superiores, pero se encontraron de camino a los botes salvavidas impedidas por tripulantes que bloqueaban su camino y estaban decididos a mantener a los pasajeros de esa zona del barco en su sitio.
Al intentar pasar por la barrera, un tripulante la detuvo, pero la intervención de James Farrell, que amenazó al tripulante ofensor con darle un puñetazo si no dejaba pasar a las mujeres, tal vez ayudó a Kate a salvar su vida y más tarde se refirió a Farrell como su ángel guardián. Kate finalmente logró llegar a una cubierta más alta con los botes salvavidas tentadoramente cerca de la vista, pero no podía alcanzar el lugar. Un hombre cercano le ofreció subirse sobre sus hombros, ella aceptó con gratitud, y subió por encima de la barandilla hasta la cubierta del barco. Avistó un bote e intentó acercarse, pero un tripulante la retuvo de nuevo, diciéndole que estaba lleno. Gritando que su hermana estaba en el bote, el tripulante cedió y la dejó pasar. Fue concretamente el bote 16.  
Años más tarde, Kate contó que la magnitud del desastre que se desarrollaba en ese momento se le escapó y ella ingenuamente pensó que esta era la forma regular de llegar a América.

## Tras llegar a América
Kate finalmente llegó a los Estados Unidos y fue reunida con su hermana Mollie. Para que su familia estuviera segura de que había llegado a salvo, Kate y su hermana se hicieron una foto y la enviaron a Irlanda. Al final se estableció en el país con otros dos hermanos, Margaret (más tarde Mrs Frank Murphy) y William. Su hermano William murió en 1917. Su hermana Mollie (más tarde Mrs Francis Vincent Boshell) murió el 12 de octubre de 1933.
Kate conoció tiempo después a su futuro marido, John Joseph Manning (1893-1955), un nativo del condado de Roscommon, quien trabajaba como chófer. Se casaron al poco y tuvieron tres hijos: John (1919), Catherine (1921) y Eugene (1927). La familia vivió en Queens, Nueva York. Kate quedó viuda el 19 de abril de 1955.
Más tarde Kate se convirtió en un miembro de la "Titanic Enthusiasts of America", y la Titanic Historical Society, y apareció en dos programas de televisión, To Tell The Truth y el The Steve Allen Show. También recordó sus experiencias para Walter Lord cuando él estaba escribiendo A Night To Remember, la cual cuenta partes de la historia. También su foto apareció en el número de 1953 de la revista Life dedicado a la tragedia.
Kate Gilnagh Manning murió el 1 de marzo de 1971 en Long Island City, Nueva York, a los 76 años y fue enterrada con su marido en el cementerio de Woodside, Queens, Nueva York.